# Bradley Johnson
Bradley Paul Johnson, född 28 april 1987, är en engelsk fotbollsspelare (mittfältare) som spelar för Milton Keynes Dons.

## Karriär
Johnson började sin karriär som juniorspelare i Arsenal, men släpptes av klubben som 15-åring. Efter att ha imponerat för Northampton Town i League One värvades han i januari 2008 av dåvarande seriekonkurrenten Leeds United, som han spelade för i tre och ett halvt år. Under tiden i Leeds bidrog han bland annat till klubbens andraplats i League One och uppflyttning till Championship säsongen 2009/2010. Sommaren 2011 köptes han av Premier League-klubben Norwich City, där han kom att tillbringa fyra säsonger till dess Derby County värvade honom för en klubbrekordsumma på 6 miljoner pund den 1 september 2015. 
I juli 2019 gick Johnson till Blackburn Rovers på fri transfer och skrev på ett tvåårskontrakt. Den 15 juli 2022 värvades Johnson av League One-klubben Milton Keynes Dons.